# Dolicharthria modestalis
Dolicharthria modestalis là một loài bướm đêm trong họ Crambidae.